# Erika Huszár
| Medalii obținute:    | Medalii obținute:    | Medalii obținute:    |
| Campionatul european | Campionatul european | Campionatul european |
| Bronz                | 2006, Krynica-Zdrój  | ștafetă              |
| Argint               | 2008, Ventspils      | 500 m                |
| Aur                  | 2009, Torino         | ștafetă              |
| Bronz                | 2009, Torino         | 500 m                |
| Bronz                | 2010, Dresda         | 500 m                |
| Argint               | 2011, Heerenveen     | ștafetă              |
| Bronz                | 2011, Heerenveen     | 1500 m               |
| -------------------- | -------------------- | -------------------- |

Erika Huszár (n. 22 noiembrie 1983 în Jászberény) este o patinatoare maghiară, campioană europeană. Ea a câștigat la patinaj viteză pe pistă scurtă, printre altele la campionatul european: în anul 2009 Torino medalia de aur la ștafetă. În prezent este antrenoare a tinerelor speranțe de patinaj din Canada.